# たのしくうたおう!みんなのどうよう
『たのしくうたおう!みんなのどうよう』は、コロムビアミュージックエンタテインメントから発売されている2枚組の童謡のアルバム。2009年6月24日発売。

## 概要
- 子供に人気の童謡を、1枚30曲ずつ収録したCD2枚組、全60曲収録のアルバム。

## 収録曲

### Disc 1
- CDの色は、赤。
- 規格商品番号は、COCX-35625。
- 1.もりのくまさん
  - 歌：山野さと子、森の木児童合唱団
- 2.アイアイ
  - 歌：神崎ゆう子、坂田おさむ
- 3.いぬのおまわりさん
  - 歌：土居裕子
- 4.ぞうさん
  - 歌：山野さと子、森の木児童合唱団
- 5.おんまはみんな
  - 歌：森の木児童合唱団
- 6.やぎさんゆうびん
  - 歌：山野さと子
- 7.おうま
  - 歌：野田恵里子、森の木児童合唱団
- 8.おすもうくまちゃん
  - 歌：堀江美都子
- 9.メリーさんのひつじ
  - 歌：橋本潮、森の木児童合唱団
- 10.ちょうちょう
  - 歌：野田恵里子、森の木児童合唱団
- 11.ぶんぶんぶん
  - 歌：森の木児童合唱団
- 12.おはながわらった
  - 歌：高瀬麻里子
- 13.チューリップ
  - 歌：鳥海佑貴子、森の木児童合唱団
- 14.どんぐりころころ
  - 歌：林幸生、森の木児童合唱団
- 15.おつかいありさん
  - 歌：濱松清香、林幸生、森の木児童合唱団
- 16.かたつむり
  - 歌：益田恵、コロムビアゆりかご会
- 17.とんぼのめがね
  - 歌：塩野雅子
- 18.かえるのうた
  - 歌：橋本潮、森の木児童合唱団
- 19.むしのこえ
  - 歌：森の木児童合唱団
- 20.めだかのがっこう
  - 歌：森の木児童合唱団
- 21.やまのおんがくか
  - 歌：山野さと子、佐久間レイ、小林優子、松野太紀
- 22.かわいいかくれんぼ
  - 歌：小村知帆、白井安莉紗
- 23.バナナのおやこ
  - 歌：林アキラ、森みゆき
- 24.あめふり
  - 歌：山野さと子
- 25.あめふりくまのこ
  - 歌：山野さと子
- 26.はと
  - 歌：林幸生、森の木児童合唱団
- 27.ななつのこ
  - 歌：山野さと子、森の木児童合唱団
- 28.ねこふんじゃった
  - 歌：山野さと子
- 29.こぶたぬきつねこ
  - 歌：神崎ゆう子、坂田おさむ
- 30.しょうじょうじのたぬきばやし
  - 歌：森の木児童合唱団

### Disc 2
- CDの色は、青。
- 規格商品番号は、COCX-35626。
- 1.おもちゃのチャチャチャ
  - 歌：山野さと子、森の木児童合唱団
- 2.クラリネットをこわしちゃった
  - 歌：水木一郎
- 3.きしゃぽっぽ
  - 歌：岡崎裕美
- 4.はしれちょうとっきゅう
  - 歌：濱松清香、森の木児童合唱団
- 5.おにぎりころりん
  - 歌：堀江美都子
- 6.とんでったバナナ
  - 歌：森みゆき
- 7.南の島のハメハメハ大王
  - 歌：堀江美都子 コーラス：こおろぎ'73
- 8.そうだったらいいのにな
  - 歌：林アキラ、森みゆき、瀬戸口清文、NHK東京放送児童合唱団
- 9.ホ・ホ・ホ
  - 歌：森みゆき
- 10.コンコンクシャンのうた
  - 歌：神崎ゆう子
- 11.ふしぎなポケット
  - 歌：大和田りつこ、コロムビアゆりかご会
- 12.しゃぼんだま
  - 歌：山野さと子、森の木児童合唱団
- 13.うみ
  - 歌：野田恵里子、森の木児童合唱団
- 14.ツッピンとびうお
  - 歌：堀江美都子
- 15.五匹のこぶたとチャールストン
  - 歌：森みゆき
- 16.おはなしゆびさん
  - 歌：森みゆき
- 17.サッちゃん
  - 歌：山野さと子
- 18.おかあさん
  - 歌：鳥海佑貴子、土居裕子
- 19.ふたあつ
  - 歌：鳥海佑貴子、森の木児童合唱団
- 20.あさいちばんはやいのは
  - 歌：林アキラ
- 21.おばけなんてないさ
  - 歌：田中真弓
- 22.おなかのへるうた
  - 歌：坂田おさむ
- 23.夕やけこやけ
  - 歌：山野さと子 コーラス：森の木児童合唱団
- 24.たきび
  - 歌：野田恵里子、鳥海佑貴子、森の木児童合唱団
- 25.ゆき
  - 歌：鹿島かんな、森の木児童合唱団
- 26.春よこい
  - 歌：林幸生、森の木児童合唱団
- 27.きらきらぼし
  - 歌：鹿島かんな、鳥海佑貴子
- 28.しあわせならてをたたこう
  - 歌：高瀬麻里子、竹内浩明、松野太紀、小松里歌
- 29.ドレミのうた
  - 歌：山野さと子、森の木児童合唱団
- 30.線路はつづくよどこまでも
  - 歌：森の木児童合唱団